# Liste der Biografien/Hasc
Liste der Biografien |
Portal Biografien |
Personensuche
# |
A |
B |
C |
D |
E |
F |
G |
H |
I |
J |
K |
L |
M |
N |
O |
P |
Q |
R |
S |
T |
U |
V |
W |
X |
Y |
Z |
?
 
Ha |
Hd |
He |
Hi |
Hj |
Hk |
Hl |
Hm |
Hn |
Ho |
Hr |
Hs |
Ht |
Hu |
Hv |
Hw |
Hy
 
Haa |
Hab |
Hac |
Had |
Hae–Haf |
Hag |
Hah |
Hai |
Haj |
Hak |
Hal |
Ham |
Han |
Hao |
Hap |
Haq |
Har |
Has |
Hat |
Hau |
Hav |
Haw |
Hax |
Hay |
Haz
 
Hasa |
Hasb |
Hasc |
Hasd |
Hase |
Hasf |
Hasg |
Hash |
Hasi |
Hasj |
Hask |
Hasl |
Hasm |
Hasn |
Haso |
Hasp |
Hasq |
Hass |
Hast |
Hasu |
Hasv |
Hasw |
Hasz
Die Liste der Biografien führt alle Personen auf, die in der deutschsprachigen Wikipedia einen Artikel haben. Dieses ist eine Teilliste mit 32 Einträgen von Personen, deren Namen mit den Buchstaben „Hasc“ beginnt.

## Hasc

### Hasca
- Haščák, Marcel (* 1987), slowakischer Eishockeyspieler
- Hascall, Augustus P. (1800–1872), US-amerikanischer Politiker

### Hasch
- Hasch, Carl (1836–1897), österreichischer Maler
- Häsch, Michael (1930–2012), deutscher Politiker (CSU)
- Hasche Sánchez, Renato (1927–2003), chilenischer Ordensgeistlicher, römisch-katholischer Bischof von Arica
- Hasche, Eberhard (1920–1973), deutscher Chirurg in Bad Berka, Hochschullehrer an der Charité
- Hasche, Johann Christian (1744–1827), evangelisch-lutherischer Theologe, Historiker sowie Autor
- Hasche, Walter (1909–2002), deutscher Jurist und Politiker (Hamburger Block), MdHB
- Haschek, Eduard (1875–1947), österreichischer Physiker
- Haschek, Iris (* 1982), österreichische Filmproduzentin, Filmemacherin und Journalistin
- Haschemi Yekani, Elahe, deutsche Anglistin
- Haschemi, Faezeh (* 1962), iranische Politikerin
- Hascheminedschad, Abdolkarim (1932–1981), iranischer Geistlicher
- Haschen, Reinhard (1920–2010), deutscher Biochemiker und Mediziner
- Haschenperg, Stephan von († 1543), deutscher Baumeister und Militär-Ingenieur
- Hascher bin Maktum († 1886), Herrscher des Emirates Dubai
- Hascher, Rainer (* 1950), deutscher Architekt und Hochschullehrer
- Hāschim ibn ʿAbd Manāf, Urgroßvater Mohammeds, Stammvater der Haschimiten
- Haschimi, Aqila al- (1953–2003), irakische Politikerin
- Haschimi, Tariq al- (* 1942), irakischer Politiker
- Haschka, Lorenz Leopold (1749–1827), österreichischer Lyriker
- Haschke, Franek (* 1980), deutscher Leichtathlet
- Haschke, Gottfried (1935–2018), deutscher Politiker (CDU), MdV, MdB
- Haschke, Hedwig (* 1921), deutsche FDGB- und SED-Funktionärin
- Haschke, Heinz (1920–1986), deutscher Heimatforscher und Kulturbund-Funktionär
- Haschke, Hugo (1865–1918), deutscher Kaufmann und Unternehmer in der Tabakindustrie
- Haschke, Irene (* 1921), deutsche SS-Lageraufseherin
- Haschke, Jürgen (* 1942), deutscher Politiker (DSU, Freie Wähler), MdV, MdB; thüringischer Landesbeauftragter für die Stasi-Unterlagen
- Haschke, Konstantin (1717–1778), schlesischer Zisterzienser; Abt der vereinigten Klöster Heinrichau und Zirc; Landeshauptmann von Münsterberg
- Haschke, Stefan (* 1982), deutscher Schauspieler im Fernsehen und auf der TheaterbühneStefan Haschke (* 1982)

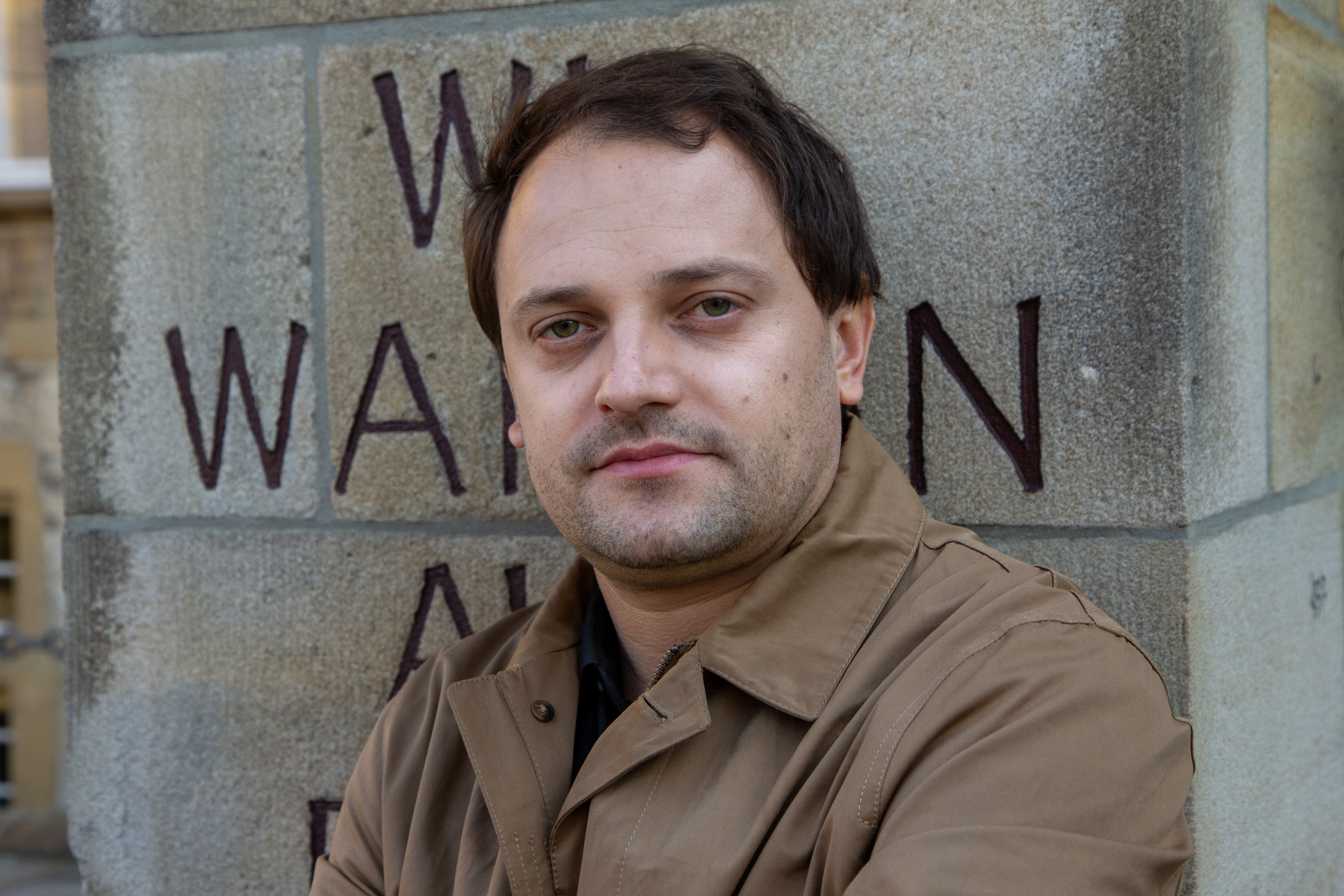
Stefan Haschke (* 1982)

- Haschke, Udo (1944–2009), deutscher Pädagoge und Politiker (CDU), MdV, MdB
- Haschker, André (* 1983), deutscher Squashspieler